# Dietrich Grunewald
Dietrich Herman Grunewald, född 22 december 1916 i Oskarström, död 21 maj 2003 i La Quinta, var en svensk-amerikansk målare, grafiker och tecknare.
Han var son till ingenjören Edward Gottfrid Grunewald och Elisabet Feldman samt gift med May-Britt Cedeby. Han studerade konst vid Wilhelmsons målarskola 1932-1935 och arbetade därefter några år i Stockholm som tecknare och illustratör. Därefter studerade han målning och teckning i Köpenhamn, New York samt vid American Academy of Art i Chicago. Han var bosatt i San Francisco 1939-1942 där han förutom  porträtt och landskapsmålning även utförde dekorationsmålning för San Francisco-operan och skisser för modern heminredning.
Efter att han 1942-1946 utfört dekorations- och kostymskisser för Fox, Paramount, Walt Disney och andra filmbolag i Hollywood öppnade han 1948 den egna studion Dietrich Studios där han framställde handtryckta tapeter och textilier. Han blev på kort tid en av Amerikas främsta konstnärer inom detta fält. Separat ställde han ut med etsningar och torrnålsgravyrer i San Francisco och Portland. Han medverkade i ett stort antal konsthantverksutställningar med textil och tapetmönster över hela Nordamerika.  Grunewald är representerad vid bland annat  Museum of Modern Art i New York och Chicago Art Museum.